# Yasuhiro Takemoto
Yasuhiro Takemoto (武本 康弘 Takemoto Yasuhiro?) (Akō, Prefectura de Hyōgo, 5 de abril de 1972-Uji, prefectura de Kioto, 18 de julio de 2019) fue un animador y director de anime japonés, conocido por su trabajo en Full Metal Panic!, Lucky☆Star y Hyouka, producidas por Kyoto Animation. Yasuhiro Takemoto era uno de los directores de mayor trayectoria dentro del estudio de animación al momento de su muerte, incorporándose a Kyoto Animation en 1996.

## Carrera
Tras graduarse del instituto, entró en el prestigioso "Yoyogi Animation Institute" (代々木アニメーション学院 Yoyogi Animeshon Gakuin?), academia especializada en animación localizada en Yoyogi, Shibuya, Tokio. Al graduarse entró a trabajar en el estudio de animación Kyoto Animation, siendo uno de los miembros más importantes.
Su primer trabajo importante como director llegó en 2003 con Full Metal Panic? Fumoffu. Dos años más tarde dirigió su secuela: The Second Raid. En 2007, Takemoto reemplazó al director de Lucky Star Yutaka Yamamoto tras su despido. Dirigió las ONAs de Suzumiya Haruhi-chan no Yūutsu y Nyorōn Churuya-san, y fue codirector junto con Tatsuya Ishihara de la segunda temporada de la Suzumya Haruhi, emitida en 2009, así como de la película Suzumiya Haruhi no Shoshitsu.
En 2012 estuvo a cargo de dirigir Hyouka, basada en una serie de novelas de misterio por Honobu Yonezawa. En la serie colaboró como guionista Shoji Gatoh, autor de Full Metal Panic!. Dos años más tarde, en 2014, Takemoto se encargó de dirigir otra serie de novelas de Gatoh, Amagi Brilliant Park. 
Takemoto poseía un gran conocimiento de la música clásica. La música del episodio 11 ("El Día de Sagitario") de "Suzumiya Haruhi no Yūutsu" y la elección de las piezas de Erik Satie para la película fueron ideas suyas.

## Fallecimiento
El 18 de julio de 2019, se encontraba dentro del Estudio 1 de Kyoto Animation durante el incendio que ocurrió allí y se constataba como desaparecido hasta el 26 de julio, cuando se confirmó su fallecimiento en el lugar; su padre confirmó la noticia.

## Trabajos
| Año                | Serie                                                    | Cargo |
| ------------------ | -------------------------------------------------------- | --- |
| TV Anime           |                                                          | |
| 1992-?             | Crayon Shin-chan                                         | Animación |
| 1995               | Tenchi Muyō!                                             | Animación |
| 1996-1997          | Aka-chan to Boku                                         | Animación |
| 1997               | Doraemon                                                 | Animación |
| 1999               | Power Stone                                              | Director de animación |
| 1999               | I'm Gonna Be An Angel!                                   | Animación |
| 2000               | Gate Keepers                                             | Storyboard (Eps. 4, 10 y 16) |
| 2000-2004          | Inu Yasha                                                | Storyboard, Animación (Ep. 163), Director de episodio (Ep. 68)                                                                                |
| 2001               | The SoulTaker                                            | Storyboard, Animación y Director de episodio a la vez (Eps. 3 y 6)                                                                            |
| 2001               | Jungle wa itsumo Hare nochi Guu                          | Director de episodio (Eps. 14 y 24), Storyboard                                                                                               |
| 2002               | Tokyo Underground                                        | Director de episodio y Storyboard a la vez (Ep. 7)                                                                                            |
| 2002-2003          | Kiddy Grade                                              | Storyboard (Eps. 8, 11, 17 y 23), Director de episodio (Ep. 11)                                                                               |
| 2003               | Full Metal Panic? Fumoffu                                | Director, Guion (Ep. 5), Storyboard (OP, ED, Eps. 1, 9 y 12), Director de episodio (OP, ED, Ep. 12)                                           |
| 2005               | AIR                                                      | Storyboard (Eps. 3 y 6), Director de episodio (Ep. 3), Animación principal (OP, Ep. 3)                                                        |
| 2005               | Full Metal Panic! The Second Raid                        | Director, Guion (Eps. 2, 7 y 11), Storyboard y Director de episodio a la vez (OP, ED, Eps. 1, 5 y 13)                                         |
| 2006               | Suzumiya Haruhi no Yūutsu                                | Director de episodio y Storyboard a la vez (Ep. 11)                                                                                           |
| 2006-2007          | Kanon                                                    | Director de episodio y Storyboard a la vez (Ep. 6), Animación principal (OP)                                                                  |
| 2007               | Lucky Star                                               | Director (A partir del Ep. 5), Storyboard (Eps. 6, 12, 18 y 24), Director de episodio (Eps. 6 y 12)                                           |
| 2007-2008          | Clannad                                                  | Director de episodio y Storyboard a la vez (Eps. 10, 16 y 22)                                                                                 |
| 2008-2009          | Clannad: After Story                                     | Storyboard (Eps. 5 y 24), Director de episodio (Ep. 24)                                                                                       |
| 2009               | K-ON!                                                    | Animación principal (Ep. 10) |
| 2009               | Suzumiya Haruhi no Yūutsu 2009                           | Co-Director, Guionista (Eps. 13-18, 23), Storyboard y Director de episodio a la vez (Ep. 8)                                                   |
| 2010               | K-ON!!                                                   | Storyboard (Eps. 9 y 23) |
| 2011               | Nichijou                                                 | Storyboard (Eps. 8, 16, 22 y 25), Director de episodio (Eps. 8, 16, 22 y 25), Animación principal (Eps. 2 y 8)                                |
| 2012               | Hyouka                                                   | Director, Guion (Ep 11.5), Storyboard (OP, ED 1, ED 2, Eps. 1-2 y 22), Director de Episodio (Eps. 1 y 22), Director de Unidad (ED 2, OP, ED1) |
| 2012               | Chūnibyō Demo Koi ga Shitai!                             | Storyboard (Ep. 10), Director de episodio (Ep. 10), Animación principal (Ep. 10)                                                              |
| 2013               | Tamako Market                                            | Storyboard (Ep. 8), Director de episodio (Ep. 8), Animación principal (OP, Ep. 8)                                                             |
| 2013               | Free!                                                    | Storyboard (Eps. 5 y 8), Director de episodio (Ep. 8)                                                                                         |
| 2013               | Kyokai no Kanata                                         | Storyboard (Eps. 2, 4 y 10), Director de Episodio (Eps. 2, 4 y 10)                                                                            |
| 2014               | Chūnibyō Demo Koi ga Shitai! Ren                         | Storyboard (Eps. 4 y 10), Director de episodio (Eps. 4 y 10)                                                                                  |
| 2014               | Amagi Brilliant Park                                     | Director |
| OVAs               |                                                          | |
| 2002               | Nurse Witch Komugi                                       | Director, Storyboard y Animación principal (Eps. 1 y 2)                                                                                       |
| 2002-2003          | Jungle wa itsumo Hare nochi Guu DELUXE                   | Storyboard, Animación |
| 2003-2004          | Jungle wa itsumo Hare nochi Guu FINAL                    | Storyboard, Animación |
| 2005               | Munto 2: Beyond the Walls of Time                        | Animación principal |
| 2006               | Full Metal Panic! The Second Raid OVA                    | Director, Storyboard |
| 2008               | Lucky Star: Original na Visual to Animation              | Director, Guion (Ep. 3), Storyboard, Director de episodio (Ep. 6)                                                                             |
| ONAs               |                                                          | |
| 2009               | Suzumiya Haruhi-chan no Yūutsu                           | Director, Storyboard |
| 2009               | Nyorōn Churuya-san                                       | Director, Storyboard |
| Películas de Anime |                                                          | |
| 1994               | Crayon Shin-chan: Buriburi Ôkoku no hihô                 | Animación |
| 1995               | Macross 7 the Movie: The Galaxy's Calling Me!            | Storyboard |
| 1996               | Shin Kimagure Orange Road: Soshite Ano Natsu no Hajimari | Director de animación |
| 2010               | Suzumiya Haruhi no Shoshitsu                             | Co-Director, Storyboard, Animación principal                                                                                                  |